# Lijst van voetbalinterlands Kirgizië - Taiwan
Deze lijst van voetbalinterlands is een overzicht van alle officiële voetbalwedstrijden tussen de nationale teams van Kirgizië en Taiwan (Chinees Taipei). De landen hebben tot op heden twee keer tegen elkaar gespeeld. De eerste ontmoeting, een kwalificatiewedstrijd voor het Wereldkampioenschap voetbal 2026, werd gespeeld in Kaohsiung op 21 maart 2024. Het laatste duel, de returnwedstrijd in dezelfde kwalificatiereeks, vond plaats op 26 maart 2024 in Bisjkek.

## Wedstrijden
| № | Plaats    | Datum         | Competitie           | Wedstrijd                 | Uitslag |
| - | --------- | ------------- | -------------------- | ------------------------- | ------- |
| 1 | Kaohsiung | 21 maart 2024 | WK 2026 kwalificatie | Chinees Taipei − Kirgizië | 0 − 2   |
| 2 | Bisjkek   | 26 maart 2024 | WK 2026 kwalificatie | Kirgizië − Chinees Taipei | 5 − 1   |

## Samenvatting
| Competitie      | Totaal gespeeld | Winst Kirgizië | Gelijk | Winst Chinees Taipei | Doelsaldo Kirgizië – Chinees Taipei |
| --------------- | --------------- | -------------- | ------ | -------------------- | ----------------------------------- |
| WK-kwalificatie | 2               | 2              | 0      | 0                    | 7 − 1                               |
| Totaal          | 2               | 2              | 0      | 0                    | 7 − 1                               |

KFU · 
A-internationals · 
Bondscoaches · 
Statistieken · 
Kirgizisch vrouwenelftal · 
Kirgizië U21 · 
Kirgizië U20 · 
Kirgizië U19 · 
Kirgizië U18 · 
Kirgizië U17
1990 – 1999 · 
2000 – 2009 · 
2010 – 2019 ·
2020 − 2029
1992 · 
1993 · 
1994 · 
1995 · 
1996 · 
1997 · 
1998 · 
1999 · 
2000 · 
2001 · 
2002 · 
2003 · 
2004 · 
2005 · 
2006 · 
2007 · 
2008 · 
2009 · 
2010 · 
2011 · 
2012 · 
2013 ·
2014 ·
2015 ·
2016 ·
2017 ·
2018 ·
2019 ·
2020 ·
2021 ·
2022 ·
2023 ·
2024
Afghanistan ·
Australië ·
Azerbeidzjan ·
Bahrein ·
Bangladesh ·
Cambodja ·
China ·
Estland ·
Filipijnen · 
India ·
Indonesië ·
Irak ·
Iran ·
Japan ·
Jemen ·
Jordanië ·
Kazachstan ·
Koeweit ·
Libanon ·
Macau ·
Malediven ·
Maleisië ·
Moldavië ·
Mongolië ·
Myanmar ·
Nepal ·
Noord-Korea ·
Oezbekistan ·
Oman ·
Pakistan ·
Palestina ·
Qatar ·
Rusland ·
Saoedi-Arabië ·
Singapore ·
Sri Lanka ·
Syrië ·
Tadzjikistan ·
Taiwan ·
Thailand ·
Turkmenistan ·
Verenigde Arabische Emiraten ·
Wit-Rusland ·
Zuid-Korea
CTFA ·
Bondscoaches ·
vrouwenvoetbalelftal ·
Topscorers
Afghanistan ·
Australië ·
Bahrein ·
Bangladesh ·
Brunei ·
Cambodja ·
Fiji ·
Filipijnen ·
Grenada ·
Guam ·
Hongkong ·
India ·
Indonesië ·
Irak ·
Iran ·
Israël ·
Japan ·
Jordanië ·
Kenia ·
Kirgizië ·
Koeweit ·
Laos ·
Macau ·
Maleisië ·
Mongolië ·
Myanmar ·
Nepal ·
Nieuw-Zeeland ·
Noord-Korea ·
Oezbekistan ·
Oman ·
Oost-Timor ·
Pakistan ·
Palestina ·
Panama ·
Saint Kitts en Nevis ·
Salomonseilanden ·
Saoedi-Arabië ·
Singapore ·
Sri Lanka ·
Syrië ·
Thailand ·
Trinidad en Tobago ·
Turkmenistan ·
Vietnam ·
Zuid-Korea ·
Zuid-Vietnam